# Majida Boulila
Pour les articles homonymes, voir Boulila.
Majida Boulila (arabe : مجيدة بوليلة), née Majida Baklouti (arabe : مجيدة البقلوطي) le 12 novembre 1931 à Sfax et morte le 4 septembre 1952 à Sfax, est une militante tunisienne.

## Biographie

### Enfance
Majida Boulila naît le 12 novembre 1931 à Sfax.

### Engagement
Elle est une figure du mouvement national tunisien et le symbole de la libération de la femme tunisienne à une époque où son pays se trouve sous le régime du protectorat français et où la tradition confine la femme à un rôle subalterne.

### Mort
Extirpée en pleine nuit de sa maison, elle est arrêtée par les autorités coloniales françaises pour ses activités politiques en tant que militante du Néo-Destour au sein de la cellule du Rba't basée dans les faubourgs de Sfax. Elle est ensuite placée en détention dans le camp pénitentiaire de Téboursouk alors qu'elle est enceinte de sa deuxième fille. Arrivée au terme de sa grossesse, les autorités coloniales décident de la transférer à l'hôpital régional de Sfax où elle succombe le 4 septembre 1952 à une hémorragie du post-partum.

### Hommages
Aujourd'hui, la plus grande avenue de Sfax et un lycée mixte (ancien lycée de jeunes filles) installé sur cette avenue sont dédiés à la mémoire de Majida Boulila. Par ailleurs, une association rattachée au comité culturel régional de la ville de Sfax, qui porte aussi son nom, milite pour faire prévaloir les droits de la femme tunisienne à l'émancipation et au progrès.